# Associazione Calcio Reggiana 1966-1967
Questa voce raccoglie le informazioni riguardanti l'Associazione Calcio Reggiana nelle competizioni ufficiali della stagione 1966-1967.

## La stagione
Nella stagione 1966-1967 la Reggiana disputa il campionato cadetto, un torneo che prevede due promozioni e quattro retrocessioni e con 42 punti si piazza in terza posizione, mentre salgono in Serie A la Sampdoria, che vince il torneo con 54 punti, ed il Varese secondo con 51 punti. Scendono in Serie C il Savona, l'Arezzo, l'Alessandria e la Salernitana.
La Reggiana cambia. Se ne vanno Calloni (al Novara), Perucconi e Villa (al Palermo), Correnti, Malavasi, De Bernardi, Recagni, De Dominicis e Paolo Montanari. Arrivano i terzini Lampredi (dal Catania) e Giorgi (dal Palermo), assieme all'attaccante Fogar, i giovani Corni e Bonci, poi all'ultimo momento Mazzanti (Padova), Pienti (Sampdoria), Crippa (Spal). Dopo un inizio negativo sono prelevati anche il centrocampista Volpato (dal Napoli) e l'ala destra Corradi (dal Genoa). Dopo dieci giornate senza nessuna vittoria, la Reggiana comincia a vincere. Su tutti Dante Crippa che i tifosi inneggiano con un apposito striscione con scritto "Crippa show". Dopo la vittoria di Genova con la Sampdoria la Reggiana pare pronta per puntare in alto, ma gli infortuni di Bertini II e dello stesso Crippa contribuiscono alla successiva sconfitta casalinga col Potenza, che chiude le porte alle ambizioni di promozione. L'umiliante sconfitta col Genoa (8-1) porta anche alla squalifica a vita di Giampiero Grevi che schiaffeggia l'arbitro Trilli di Matera. A fine campionato la Reggiana risulta terza, ma in Serie A vano solo in due: Sampdoria e Varese. In Coppa Italia i granata superano il Mantova al primo turno ed il Verona nel turno di qualificazione, mentre perdono ai rigori (7-6) con il Varese al secondo turno.

## Divise
| Prima divisa | Seconda divisa |

## Rosa
| N. |                   | Ruolo | Calciatore         |
| -- | ----------------- | ----- | ------------------ |
|    | Italia (bandiera) | A     | Tommaso Angrisani  |
|    | Italia (bandiera) | A     | Alessio Badari     |
|    | Italia (bandiera) | P     | Giancarlo Bertini  |
|    | Italia (bandiera) | D     | Orlando Bertini    |
|    | Italia (bandiera) | A     | Fabio Bonci        |
|    | Italia (bandiera) | A     | Luigi Buglioni     |
|    | Italia (bandiera) | A     | Gianni Coli        |
|    | Italia (bandiera) | C     | Renzo Corni        |
|    | Italia (bandiera) | A     | Corrado Corradi    |
|    | Italia (bandiera) | A     | Dante Crippa       |
|    | Italia (bandiera) | D     | Ubaldo Crippa      |
|    | Italia (bandiera) | A     | Claudio Del Fabbro |
|    | Italia (bandiera) | D     | Romano Donzelli    |

| N. |                   | Ruolo | Calciatore             |
| -- | ----------------- | ----- | ---------------------- |
|    | Italia (bandiera) | A     | Giorgio Fogar          |
|    | Italia (bandiera) | P     | Ezio Galbiati          |
|    | Italia (bandiera) | C     | Giovanni Gavazzi       |
|    | Italia (bandiera) | D     | Bruno Giorgi           |
|    | Italia (bandiera) | D     | Giampiero Grevi        |
|    | Italia (bandiera) | D     | Giampaolo Lampredi     |
|    | Italia (bandiera) | C     | Roberto Mazzanti       |
|    | Italia (bandiera) | D     | Gianpaolo Persico      |
|    | Italia (bandiera) | C     | Giovan Battista Pienti |
|    | Italia (bandiera) | P     | Gian Mario Rama        |
|    | Italia (bandiera) | D     | Umberto Strucchi       |
|    | Italia (bandiera) | C     | Francesco Volpato      |

## Risultati

### Serie B

#### Girone di andata
| Arbitro: | Barbaresco (Cormons) |

|           |           |           |
| Fogar 34’ | Marcatori | 74’ Fazzi |

| Arbitro: | Monti (Ancona) |

|                           |           |  |
| Morelli 60’ Carminati 75’ | Marcatori |  |

| Arbitro: | Sbardella (Roma) |

|           |           |           |
| Fogar 23’ | Marcatori | 14’ Salvi |

| Arbitro: | Toselli (Cormons) |

|             |           |  |
| Piaceri 28’ | Marcatori |  |

| Arbitro: | Lattanzi (Roma) |

|             |           |  |
| Rigotto 16’ | Marcatori |  |

| Reggio Emilia 16 ottobre 1966 6ª giornata | Reggiana           | 0 – 0 | Novara | Stadio Mirabello\| Arbitro: \| Possagno (Treviso) \| |
| Arbitro:                                  | Possagno (Treviso) |       |        |                                                      |

| Arbitro: | Fiduccia (Marsala) |

|           |           |                        |
| Bonci 28’ | Marcatori | 78’ (rig.) Magistrelli |

| Reggio Emilia 30 ottobre 1966 8ª giornata | Reggiana       | 0 – 0 | Verona | Stadio Mirabello\| Arbitro: \| Monti (Ancona) \| |
| Arbitro:                                  | Monti (Ancona) |       |        |                                                  |

| Arbitro: | Righi (Milano) |

|                                     |           |  |
| Baisi 50’ Albrigi 67’ Calvanese 85’ | Marcatori |  |

| Arbitro: | Angonese (Mestre) |

|                      |           |             |
| D. Crippa 53’ (rig.) | Marcatori | 17’ Rognoni |

| Arbitro: | Schinetti (Brescia) |

|  |           |             |
|  | Marcatori | 53’ Volpato |

| Arbitro: | Orlando (Bergamo) |

|                     |           |                       |
| Lombardo 87’ (rig.) | Marcatori | 28’ Fogar 38’ Corradi |

| Arbitro: | Marengo (Chiavari) |

|                                                                     |           |  |
| Fogar 58’ Mazzanti 61’ (rig.) D. Crippa 79’ (rig.) Pesce 87’ (aut.) | Marcatori |  |

| Arbitro: | Giola (Pisa) |

|                             |           |             |
| Mazzanti 23’ Fogar 32’, 86’ | Marcatori | 19’ Bolzoni |

| Arbitro: | De Robbio (Torre Annunziata) |

|                           |           |  |
| C. Crippa 33’ Nardoni 38’ | Marcatori |  |

| Arbitro: | Marchiori (Padova) |

|                        |           |            |
| Mazzanti 51’ Corni 76’ | Marcatori | 61’ Vitali |

| Reggio Emilia 8 gennaio 1967 17ª giornata | Reggiana          | 0 – 0 | Genoa | Stadio Mirabello\| Arbitro: \| Orlando (Bergamo) \| |
| Arbitro:                                  | Orlando (Bergamo) |       |       |                                                     |

| Arbitro: | Fiduccia (Marsala) |

|              |           |  |
| Leonardi 29’ | Marcatori |  |

| Arbitro: | Ghirardello (Merano) |

|               |           |  |
| D. Crippa 80’ | Marcatori |  |

#### Girone di ritorno
| Arbitro: | Palazzo (Palermo) |

|                                          |           |                                  |
| Prati 39’, 89’ (rig.) Gilardoni 44’, 63’ | Marcatori | 65’ D. Crippa 86’ (rig.) Volpato |

| Arbitro: | Sbardella (Roma) |

|             |           |  |
| Volpato 76’ | Marcatori |  |

| Arbitro: | Giunti (Arezzo) |

|                     |           |                     |
| Tentorio 83’ (rig.) | Marcatori | 17’ Corni 54’ Fogar |

| Arbitro: | Barbaresco (Cormons) |

|  |           |             |
|  | Marcatori | 37’ Piaceri |

| Arbitro: | Marchiori (Padova) |

|          |           |  |
| Corni 6’ | Marcatori |  |

| Arbitro: | Giola (Pisa) |

|                                        |           |  |
| Broggi 9’ Gavinelli 12’ G. Calloni 60’ | Marcatori |  |

| Arbitro: | Toselli (Cormons) |

|                          |           |               |
| Volpato 7’ D. Crippa 66’ | Marcatori | 39’ Gualtieri |

| Arbitro: | Vacchini (Milano) |

|  |           |             |
|  | Marcatori | 20’ Volpato |

| Reggio Emilia 9 aprile 1967 28ª giornata | Reggiana          | 0 – 0 | Catania | Stadio Mirabello\| Arbitro: \| Gussoni (Tradate) \| |
| Arbitro:                                 | Gussoni (Tradate) |       |         |                                                     |

| Modena 16 aprile 1967 29ª giornata | Modena            | 0 – 0 | Reggiana | Stadio Alberto Braglia\| Arbitro: \| Vacchini (Milano) \| |
| Arbitro:                           | Vacchini (Milano) |       |          |                                                           |

| Reggio Emilia 23 aprile 1967 30ª giornata | Reggiana         | 0 – 0 | Pisa | Stadio Mirabello\| Arbitro: \| Torelli (Milano) \| |
| Arbitro:                                  | Torelli (Milano) |       |      |                                                    |

| Arbitro: | Vitullo (Roma) |

|                          |           |  |
| Corradi 33’ Mazzanti 35’ | Marcatori |  |

| Messina 7 maggio 1967 32ª giornata | Messina           | 0 – 0 | Reggiana | Stadio Giovanni Celeste\| Arbitro: \| Valagussa (Lecco) \| |
| Arbitro:                           | Valagussa (Lecco) |       |          |                                                            |

| Arbitro: | Torelli (Milano) |

|                  |           |                       |
| Grevi 45’ (aut.) | Marcatori | 22’ Corradi 75’ Corni |

| Arbitro: | Vacchini (Milano) |

|              |           |  |
| Mazzanti 43’ | Marcatori |  |

| Arbitro: | Ciulli (Roma) |

|            |           |  |
| Marini 64’ | Marcatori |  |

| Arbitro: | Trilli (Matera) |

| |           |              |
| Lodi 10’, 63’ Vanara 20’ Brambilla 30’, 46’ Locatelli 44’ (rig.) Colombo 71’ (rig.) Cappellaro 78’ | Marcatori | 53’ Strucchi |

| Arbitro: | Nencioni (Roma) |

|                         |           |           |
| Fogar 26’ D. Crippa 77’ | Marcatori | 56’ Renna |

| Arbitro: | Caligaris (Alessandria) |

|               |           |                |
| Benvenuto 79’ | Marcatori | 59’ Del Fabbro |

### Coppa Italia
| Arbitro: | Pieroni (Roma) |

|              |           |  |
| Gavazzi 104’ | Marcatori |  |

| Arbitro: | Schinetti (Brescia) |

|                   |           |  |
| Crippa 34’ (rig.) | Marcatori |  |

| Arbitro: | Barbaresco (Cormons) |

|  |                      |  |
|  | Tiri di rigore 7 – 6 |  |

## Statistiche

### Statistiche di squadra
| Competizione | Punti | In casa | In casa | In casa | In casa | In casa | In casa | In trasferta | In trasferta | In trasferta | In trasferta | In trasferta | In trasferta | Totale | Totale | Totale | Totale | Totale | Totale | DR |
| Competizione | Punti | G       | V       | N       | P       | Gf      | Gs      | G            | V            | N            | P            | Gf           | Gs           | G      | V      | N      | P      | Gf     | Gs     | DR |
| ------------ | ----- | ------- | ------- | ------- | ------- | ------- | ------- | ------------ | ------------ | ------------ | ------------ | ------------ | ------------ | ------ | ------ | ------ | ------ | ------ | ------ | -- |
| Serie B      | 42    | 19      | 10      | 8       | 1       | 22      | 8       | 19           | 5            | 4            | 10           | 13           | 31           | 38     | 15     | 12     | 11     | 35     | 39     | -4 |
| Coppa Italia |       | 2       | 2       | 0       | 0       | 2       | 0       | 1            | 0            | 1            | 0            | 0            | 0            | 3      | 2      | 1      | 0      | 2      | 0      | +2 |
| Totale       |       | 21      | 12      | 8       | 1       | 24      | 8       | 20           | 5            | 5            | 10           | 13           | 31           | 41     | 17     | 13     | 11     | 37     | 39     | -2 |

### Statistiche dei giocatori
| Giocatore     | Serie B  | Serie B | Coppa Italia | Coppa Italia | Totale   | Totale |
| Giocatore     | Presenze | Reti    | Presenze     | Reti         | Presenze | Reti   |
| ------------- | -------- | ------- | ------------ | ------------ | -------- | ------ |
| T. Angrisani  | 8        | 0       | ?            | ?            | 8+       | 0+     |
| A. Badari     | 10       | 0       | ?            | ?            | 10+      | 0+     |
| G. Bertini    | 33       | -33     | ?            | ?            | 33+      | -33+   |
| O. Bertini    | 14       | 0       | ?            | ?            | 14+      | 0+     |
| F. Bonci      | 11       | 1       | ?            | ?            | 11+      | 1+     |
| L. Buglioni   | 9        | 0       | ?            | ?            | 9+       | 0+     |
| G. Coli       | 2        | 0       | ?            | ?            | 2+       | 0+     |
| R. Corni      | 35       | 4       | ?            | ?            | 35+      | 4+     |
| C. Corradi    | 15       | 3       | ?            | ?            | 15+      | 3+     |
| D. Crippa     | 30       | 6       | ?            | ?            | 30+      | 6+     |
| U. Crippa     | 4        | 0       | ?            | ?            | 4+       | 0+     |
| C. Del Fabbro | 1        | 1       | ?            | ?            | 1+       | 1+     |
| R. Donzelli   | 21       | 0       | ?            | ?            | 21+      | 0+     |
| G. Fogar      | 27       | 8       | ?            | ?            | 27+      | 8+     |
| E. Galbiati   | 2        | -1      | ?            | ?            | 2+       | -1+    |
| G. Gavazzi    | 10       | 0       | ?            | ?            | 10+      | 0+     |
| B. Giorgi     | 37       | 0       | ?            | ?            | 37+      | 0+     |
| G. Grevi      | 28       | 0       | ?            | ?            | 28+      | 0+     |
| G. Lampredi   | 14       | 0       | ?            | ?            | 14+      | 0+     |
| R. Mazzanti   | 32       | 6       | ?            | ?            | 32+      | 6+     |
| G. Persico    | 8        | 0       | ?            | ?            | 8+       | 0+     |
| G.B. Pienti   | 12       | 0       | ?            | ?            | 12+      | 0+     |
| G. Rama       | 4        | -5      | ?            | ?            | 4+       | -5+    |
| U. Strucchi   | 28       | 1       | ?            | ?            | 28+      | 1+     |
| F. Volpato    | 24       | 4       | ?            | ?            | 24+      | 4+     |